# Giuseppe Genco Russo

Giuseppe Genco Russo

Giuseppe Genco Russo (Mussomeli, 26 gennaio 1893 – Mussomeli, 18 marzo 1976) è stato un mafioso e politico italiano, legato a Cosa Nostra.

## Biografia
Genco Russo, anche conosciuto come "Zu Peppi Jencu", era un mafioso con eccellenti agganci politici.  Nel 1954, alla morte di Calogero Vizzini, la pubblicistica italiana dell'epoca lo considerò il «capo dei capi».
L'immagine diffusa lo dipinge come un ricco proprietario terriero ed un politico democristiano.

### I primi anni
Genco Russo era di origini contadine e durante il fascismo venne denunciato e processato più volte per i reati più vari (omicidio pluriaggravato, estorsione, associazione per delinquere), venendo quasi sempre assolto per insufficienza di prove; nel 1927 il questore di Caltanissetta scrisse in un rapporto giudiziario che Genco Russo era «amico di pregiudicati pericolosi [...] capace di delinquere e di turbare col suo operato la tranquillità e la sicurezza dei cittadini» ed inoltre si era creato una posizione economica «col ricavato del delitto e con la mafia». Nel 1931 Genco Russo venne condannato a sei anni di carcere per associazione a delinquere ma scontò soltanto tre anni perché la pena venne commutata in libertà vigilata, che venne revocata nel 1938 per buona condotta.
Genco Russo e Calogero Vizzini organizzarono delle cooperative agricole durante i due dopoguerra, tenendo così a bada la propaganda dei partiti di sinistra, mantenendo il loro potere sui contadini e garantendosi pertanto l'accesso alle terre. Quando finalmente venne attuata la riforma agraria nel 1950, i mafiosi erano nella posizione di poter esercitare il loro tradizionale ruolo di mediazione fra i contadini e i proprietari terrieri e sfruttando le condizioni di miseria dei lavoratori agricoli, ottennero mezzadrie dai proprietari terrieri in cambio di una limitata attuazione della riforma agraria e grandi guadagni sulla mediazione per la vendita delle terre.

### Attività nel dopoguerra
Dopo lo sbarco alleato in Sicilia, il Governo militare di occupazione era alla ricerca di antifascisti da sostituire alle autorità locali fasciste e mise Genco Russo a capo della sua città, Mussomeli. Esistono teorie, non suffragate dai principali studi storiografici in materia di mafia, che affermano che Genco Russo venne contattato insieme a Calogero Vizzini per facilitare le operazioni di sbarco alleate e per facilitarne l'avanzata all'interno del territorio siciliano.
Nel 1944 Genco Russo venne dichiarato completamente «riabilitato» dalla Corte d'Appello di Caltanissetta acquisendo così la rispettabilità che gli consentì di intraprendere l'attività politica.
Inizialmente la sua attività politica consistette nell'appoggiare i separatisti ed i monarchici prima (nel 1946 venne insignito dell'onorificenza di Cavaliere della Corona d'Italia con un decreto firmato in bianco dal re Umberto II) e la Democrazia Cristiana poi. Alla vigilia delle elezioni politiche del 1948 Genco Russo e il suo associato Calogero Vizzini parteciparono ad un pranzo elettorale della Democrazia Cristiana tenutosi a Villa Igiea a Palermo, a cui era presente anche l'onorevole Calogero Volpe. Nel 1950, al matrimonio del figlio primogenito Vincenzo, partecipò come testimone di nozze Rosario Lanza, allora vice segretario regionale della Democrazia Cristiana e futuro presidente dell'Assemblea regionale siciliana. Genco Russo divenne infatti capo della DC e consigliere comunale di Mussomeli nel 1960. Nel 1962 fu costretto a dimettersi perché denunciato in una campagna giornalistica e successivamente fu processato e condannato.

### L'erede di Vizzini
Giuseppe Genco Russo fu considerato l'erede naturale di Calogero Vizzini, detto anche Don Calò. Quando questi morì nel 1954, alle esequie Genco Russo si pose alla destra della bara di Don Calò, segno inequivocabile che egli aveva preso il posto del defunto come "capo dei capi". Il magistrato cassazionista e scrittore Giuseppe Guido Lo Schiavo scrisse un articolo per una rivista giuridica con un singolare "augurio" rivolto a Genco Russo: «Oggi si fa il nome di un autorevole successore di Don Calogero Vizzini in seno alla consorteria occulta. Possa la sua opera essere indirizzata sulla via del rispetto alla legge dello Stato e al miglioramento sociale della collettività».
Secondo gli studiosi, la carica di "capo dei capi" non sarebbe mai esistita all'interno di Cosa nostra e Genco Russo divenne soltanto il capo per la provincia di Caltanissetta, citando in particolare la testimonianza del collaboratore di giustizia Antonino Calderone il quale affermò che «la notorietà di Vizzini e Genco Russo non era benvista in Cosa nostra per la loro abitudine di mettersi troppo in mostra, rilasciando interviste e facendosi addirittura fotografare. [...] Riferendosi a Genco Russo, Totò Minore [mafioso di Trapani] usava dire: "L'avete visto oggi, sul giornale, a Gina Lollobrigida?"». Infatti, nel corso della sua vita, Genco Russo rilasciò diverse interviste a noti giornalisti e intellettuali, tra cui Pippo Fava, Bernardo Valli e Leonardo Sciascia (che gli avrebbe pure autografato una copia del suo romanzo Gli zii di Sicilia).
Genco Russo era presente agli incontri fra mafiosi siciliani ed americani avvenuti al Grand Hotel et des Palmes a Palermo dal 12 al 16 ottobre 1957.
Nel 1960, nel corso della prima puntata della trasmissione televisiva Tribuna politica, il giornalista de L'Ora Gino Pallotta chiese a Mario Scelba il motivo per cui Genco Russo, noto mafioso, fosse stato candidato nelle liste della DC a Mussomeli. Scelba rifiutò di rispondere. Nel corso di un'altra puntata di Tribuna politica, analoga domanda fu fatta ad Aldo Moro, il quale rispose che non vi erano elementi certi a carico di Genco Russo e che non competeva alla direzione nazionale del partito valutare tutte le liste locali.

### Gli ultimi anni
Nel 1964, come conseguenza al nuovo clima repressivo creatosi all'indomani della strage di Ciaculli, Genco Russo venne arrestato per associazione a delinquere ed inviato al soggiorno obbligato a Lovere, in provincia di Bergamo. Nel corso del processo Genco Russo chiamò a testimoniare in suo favore eminenti personalità politiche, appartenenti al clero, banchieri, medici, avvocati e uomini d'affari. Il suo legale minacciò di rendere pubblico il telegramma inviato da 37 deputati democristiani.
In difesa di Genco Russo scese anche il sottosegretario della Democrazia Cristiana Calogero Volpe.
Genco Russo venne condannato a cinque anni di confino a Notaresco in Provincia di Teramo, dalla Corte d'assise di Caltanissetta, al termine dei quali, tornò in Sicilia.
Nell'agosto del 1965, il giudice istruttore di Palermo, Aldo Vigneri incriminò Genco Russo ed altri 17 mafiosi siciliani ed italo-americani tra cui John Bonventre, Joe Bonanno, Carmine Galante, Santo Sorge, John Priziola, Raffaele Quasarano, Frank Coppola ed altri con l'accusa di traffico di stupefacenti, che sarebbe stato organizzato nel corso del summit al Grand Hotel des Palmes, ma tutti gli indagati verranno assolti nel 1968 per insufficienza di prove.
Nel 1971 la Commissione parlamentare antimafia presieduta dal deputato Francesco Cattanei gli dedicò un lungo profilo biografico, indicandolo come il principale capo-mafia ancora in vita della cosiddetta "vecchia mafia" legata al feudo, e la stessa cosa fece il senatore Luigi Carraro che, nella relazione conclusiva dei lavori della Commissione antimafia, trattò la sua figura di boss in un ampio paragrafo.
Mori all'età di 83 anni nel 1976.